# 조셉 J. 도링

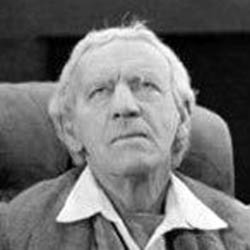

조셉 J. 도링(Joseph J. Dowling, 1848년 9월 4일 ~ 1928년 7월 8일)은 미국의 배우, 연극 배우이다.
피츠버그에서 태어났으며 할리우드에서 사망하였다.

## 영화
- 소공자 (1921년)
- 흥정 (1914년)